# ماناتو شینادا
ماناتو شینادا (انگلیسی: Manato Shinada؛ زادهٔ ۱۹ سپتامبر ۱۹۹۹) بازیکن فوتبال اهل ژاپن است.
از باشگاه‌هایی که در آن بازی کرده‌است می‌توان به باشگاه فوتبال توکیو اشاره کرد.